# Trenurile morții

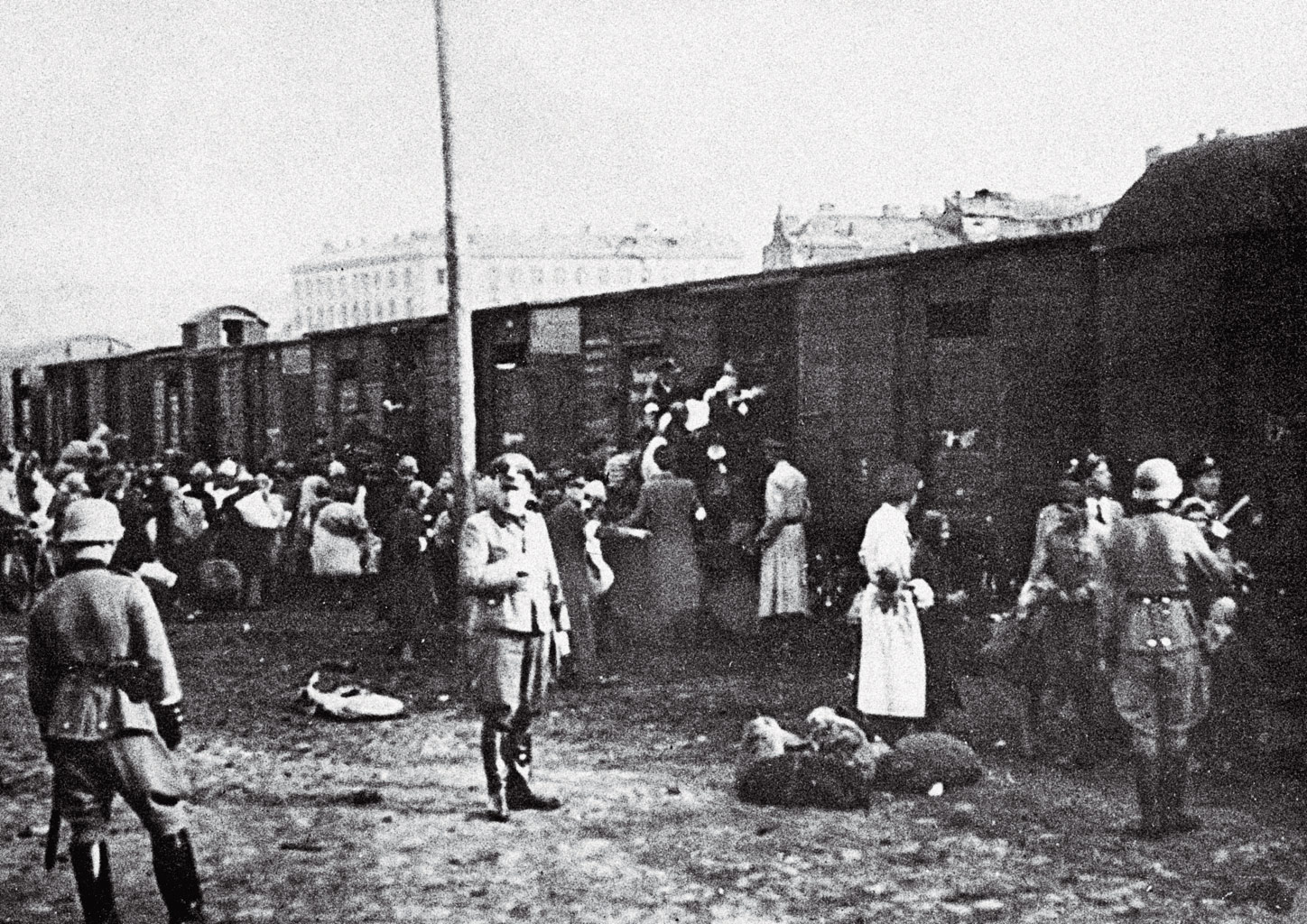
Evrei polonezi din Ghetoul Varșoviei, înghesuiți cu forța într-unul din Trenurile morții.

Sintagma „Trenurile morții” se referă la convoaiele de transport feroviar prin care, în timpul Nazismului și Holocaustului, evreii au fost transportați (din ghetouri sau din diverse locuri de adunare) către Lagărele de exterminare. Trenurile, constituite din eșaloane de vagoane de vite, circulau cu viteză redusă și cu pauze prelungite pe linie moartă. Deoarece condițiile de transport erau inumane (fără mâncare, apă și în vagoane improprii), o mare parte din aceștia mureau pe drum.
Mulți istorici sunt de părere că acest transport inuman și în masă al victimelor, a contribuit mult la Soluția finală.

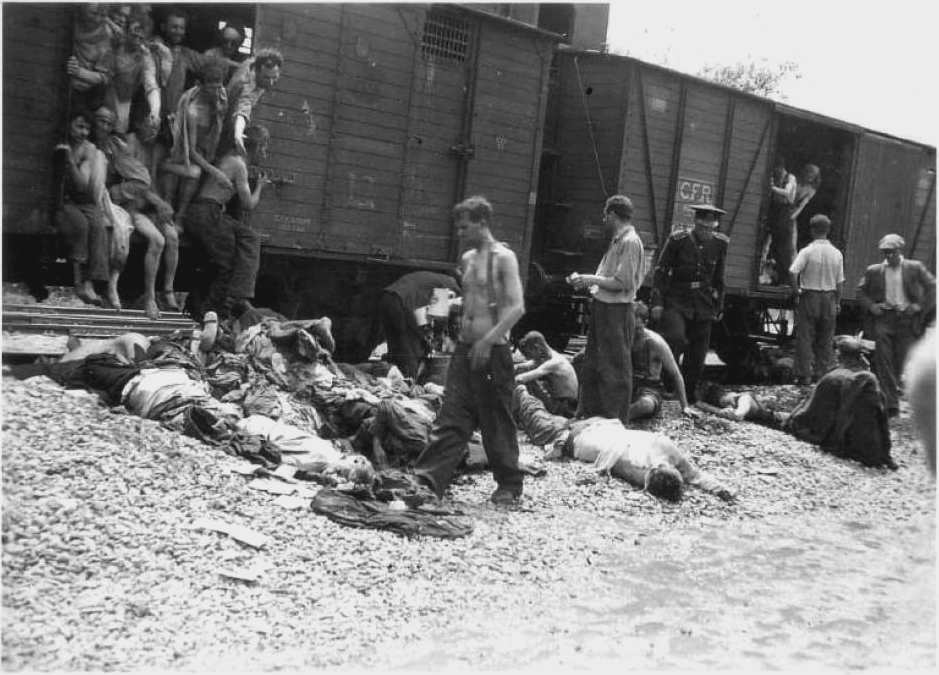
Pogromul de la Iaşi: deschiderea ușii unui vagon al unuia din Trenurile morții

## Trenurile morții în România
În România, în timpul Pogromului de la Iași, la 29 iunie 1941 se formează primele eșaloane ale Trenurilor morții.
Evreii, care au supraviețuit masacrului declanșat cu o zi înainte, sunt îmbarcați în două trenuri cu destinația Călărași.
În fiecare vagon (vagoane de transportat animale sau materiale de construcții) au fost înghesuite peste o sută de persoane, vagoanele au fost închise ermetic, iar ferestrele au fost astupate cu scânduri, astfel că cei care nu au murit de foame și de sete, și-au pierdut viața prin asfixiere.

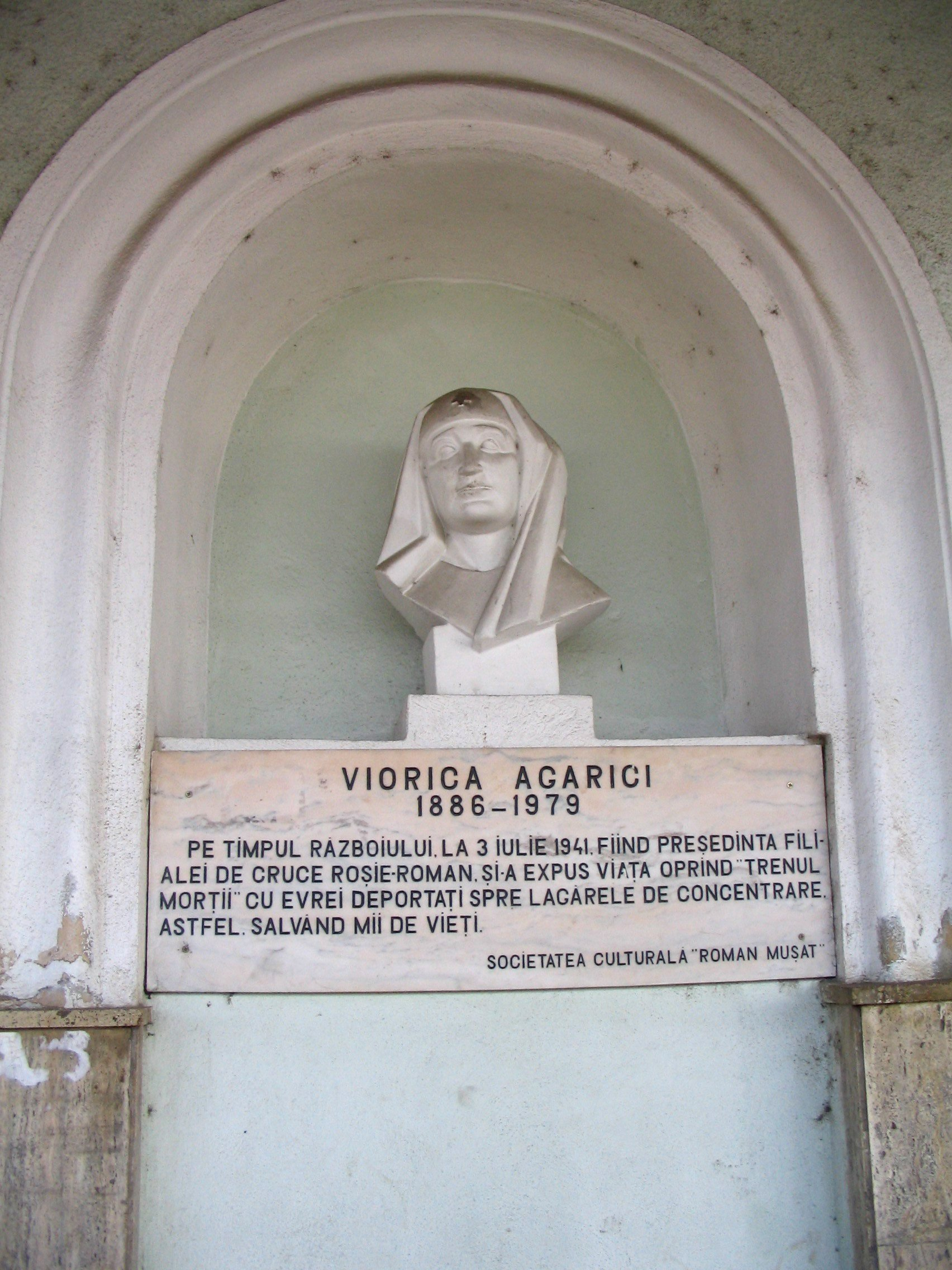
Bustul eroinei române Viorica Agarici în Gara Roman.

Experimentul criminal din iunie 1941 a fost repetat în anii următori, la deportarea evreilor în Transnistria.
Reprezentanta Crucii Roșii la Roman, Viorica Agarici și-a riscat viața depunând eforturi pentru a-i salva pe evreii rămași în viață în trenul tras pe linie moartă în Gara Roman, fapt pentru care Israelul i-a conferit titlul de Drepți între popoare și Cetățenia de Onoare.